# Helmut Bauer (Bischof)
Helmut Bauer (* 18. März 1933 in Schimborn; † 5. Oktober 2024 in Würzburg) war ein deutscher Geistlicher und römisch-katholischer Weihbischof im Bistum Würzburg.

## Leben
Helmut Bauer wurde 1933 als Sohn der Landwirtseheleute Otto (* 6. März 1903; † 25. Juli 1983) und Maria Bauer, geb. Daniel (* 15. August 1905; † 26. März 1998), in Schimborn im Kahlgrund geboren. Er besuchte die Volksschule in Schimborn und verbrachte seine Gymnasialjahre am Kilianeum Würzburg, Münnerstadt und Miltenberg.
Nach dem Abitur in Miltenberg studierte Bauer Philosophie und Katholische Theologie an der Julius-Maximilians-Universität Würzburg. Am 21. Juli 1957 wurde er durch den damaligen Apostolischen Nuntius, Erzbischof Aloys Muench, in Würzburg zum Priester geweiht. Seine vier Jahre dauernde Kaplanszeit verbrachte Bauer in der Heilig-Geist-Pfarrei in Schweinfurt, ehe er 1961 Präfekt des Bischöflichen Knabenseminars im Kilianeum Würzburg wurde. 1964 wurde er Direktor des gleichnamigen Studienseminars in Bad Königshofen. 1968 kehrte er als Direktor an das Kilianeum Würzburg zurück.
Der Würzburger Bischof Paul-Werner Scheele ernannte Helmut Bauer 1983 zum Dompfarrer und zum Domkapitular von Würzburg. Im selben Jahr wurde er zum Dekan des Dekanats Würzburg-Stadt gewählt.
Am 11. Juli 1988 ernannte ihn Papst Johannes Paul II. zum Titularbischof von Velefi und zum Weihbischof in Würzburg. Die Bischofsweihe spendete ihm am 14. Oktober 1988 Bischof Paul-Werner Scheele im Würzburger Kiliansdom. Mitkonsekratoren waren Anton Schlembach (Bistum Speyer) sowie Weihbischof Alfons Kempf (Würzburg).
Seit November 1988 war Bauer zudem Dompropst in Würzburg. Die erste Amtshandlung, eine Altarweihe, vollzog Weihbischof Bauer am 12. November 1988 in der Filialkirche Kreuzerhöhung von Daxberg seiner Heimatpfarrei Schimborn.
Bauer wurde 1989 Bischofsvikar und Referent für Kirchenmusik im Bischöflichen Ordinariat. Von 1990 bis 2008 war er katholischer Vorsitzender der Arbeitsgemeinschaft für ökumenisches Liedgut. Nach dem Amtsverzicht von Bischof Paul-Werner Scheele wurde Helmut Bauer für die Zeit der Sedisvakanz, von Juli 2003 bis zum Amtsantritt von Friedhelm Hofmann als Diözesanbischof am 19. September 2004, zum Diözesanadministrator des Bistums Würzburg gewählt.
Am 18. März 2008 nahm Papst Benedikt XVI. Bauers aus Altersgründen vorgebrachtes Rücktrittsgesuch an. Helmut Bauer starb am 5. Oktober 2024 im Alter von 91 Jahren in Würzburg.
Das Requiem feierte Bischof Franz Jung  am 12. Oktober im Würzburger Kiliansdom, anschließend wurde er von seinem Nachfolger Paul Reder in der Sepultur des Domes neben seinem Vorgänger Alfons Kempf beigesetzt. 

## Bischofswappen

Wappen von Helmut Bauer

Das Wappen zeigt ein goldenes irisches Kreuz in grünem Schild, das Keltenkreuz und die grüne Farbe verweisen auf die „grüne Insel“ Irland, Heimat der Frankenapostel Kilian, Kolonat und Totnan. Oben beiderseits jeweils eine silberne Muschel, sie erinnert an den Apostel Jakobus, den Kirchenpatron von Bauers Heimatpfarrei Schimborn. Unten der silberne Wellenbalken, ist ein Hinweis auf seinen Wahlspruch, die M-Form des Wellenbalkens erinnert an das Marianische Jahr 1987/88.
Sein Wahlspruch In viam pacis („Auf dem Weg des Friedens“) ist ebenfalls ein Hinweis auf das Marianische Jahr 1987/88, in dem er zum Weihbischof geweiht wurde.

## Kapelle „Maria im Aufgang“

Kapelle „Maria im Aufgang“

Bauer stiftete diese Feldkapelle 1984 seiner Heimatgemeinde. Jedes Jahr an Maria Himmelfahrt, dem Weihetag der Andachtsstätte, werden eine Prozession und eine Gebetsandacht abgehalten. Da Weihbischof Bauer ein großer Marienverehrer war, nutzte er diesen Tag jeweils, um seiner Heimatgemeinde einen Besuch abzustatten. Seit 2019 ist sie Etappenziel der Westschleife des Fränkischen Marienwegs.

## Ehrungen und Auszeichnungen
- Ehrenmitglied der katholischen Studentenverbindung KDStV Gothia Würzburg im CV (1984)[3]
- Verdienstorden der Bundesrepublik Deutschland (Verdienstkreuz 1. Klasse; 13. Oktober 1995)[4]
- Ehrenbürger von Markt Mömbris (2004)